# Mansoura (Al-Mani'a)
Mansoura è un comune dell'Algeria, situato nella provincia di Al-Mani'a.